# Barbara Stuffer
Barbara Stuffer (* 7. September 1989 in Bozen) ist eine ehemalige italienische Skispringerin.

## Werdegang
Barbara Stuffer lebt in St. Christina in Gröden und startete für den Sci Club Gardena Raiffeisen. Die Malerin gab ihr internationales Debüt in einem FIS-Springen 2003 in Bischofshofen. 2006 nahm sie in Kranj an der Junioren-Weltmeisterschaft teil und wurde 17., 2007 in Tarvis 26. und 2009 in Štrbské Pleso, wo sie auf den 31. Platz sprang. Im Sommer 2004 sprang Stuffer erstmals in Park City im Skisprung-Continental-Cup und belegte Platz 20. Es waren zugleich die ersten gewonnenen Punkte der Italienerin. Von 2005 bis 2011 startete die Italienerin regelmäßig in der höchsten Rennserie. In Planica gewann sie bei ihrem ersten Winterspringen als 21. auch gleich erste Punkte. Im Jahr 2007 gewann Stuffer die Bronzemedaille bei der italienischen Meisterschaft hinter Lisa Demetz und Elena Runggaldier. Bis 2009 erreichte sie meist Ergebnisse zwischen Platz 15 und 30. Ausbrüche nach unten waren selten. Ihr bestes Resultat im Winter erreichte Stuffer im Januar 2009 in Toblach mit einem 13. Platz. Bei der Nordischen Skiweltmeisterschaft 2009 in Liberec, wo erstmals ein Wettbewerb im Skispringen der Frauen durchgeführt wurde, kam Stuffer auf den 36. und damit letzten Platz. Am 13. August 2009 belegte sie beim Sommer-COC in Pöhla den 9. Platz, was die beste Platzierung in ihrer Karriere war. Im Sommer 2009 belegte sie am Ende den 24. Platz in der Gesamtwertung. Danach konnte sie jedoch nicht mehr an ihre bisherigen Leistungen anknüpfen. Bis auf einen 25. Platz in Liberec im Sommer 2010 verpasste sie bei jedem Springen den 2. Durchgang. Aufgrund dieser Erfolglosigkeit beendete sie im Alter von nur 21 Jahren nach der Saison 2010/11 ihre Karriere.

## Statistik

### Continental-Cup-Platzierungen
| Saison  | Platz | Punkte |
| ------- | ----- | ------ |
| 2004/05 | 29.   | 044    |
| 2005/06 | 26.   | 131    |
| 2007/08 | 45.   | 037    |
| 2008/09 | 43.   | 064    |